# استیفن کلوبک
استیفن جی. کلوبک (Stephen J. Cloobeck) (زادهٔ ۲۶ اکتبر ۱۹۶۱)، تاجر و یکی از حامیان برجستهٔ حزب دموکرات آمریکاست. وی مؤسس، رئیس و مدیر اجرایی سابق شرکت اشتراک زمانی «دایموند رزورتس» است.

## اوایل زندگی
در سال ۱۹۸۳، کلوبک در رشتهٔ علوم اعصاب رفتاری از دانشگاه برندایس فارغ‌التحصیل شد.

## فعالیت تجاری
در آوریل سال ۲۰۰۷، کلوبک شرکت سهامی عام سونترا را خرید و سپس آن را به شرکت بین‌المللی دایموند رزورتس تبدیل کرد. وی همچنین رئیس هیئت‌مدیرهٔ شرکت آمریکایی «ترویج سفر» است. در ژوئن ۲۰۱۶، زمانی که مدیریت آپولو شرکت بین‌المللی دایموند رزورتس را خرید، کلوبک از سمت رئیس و مدیر اجرایی آن کناره‌گیری کرد.

## فعالیت‌های سیاسی و خیرخواهانه
کلوبک رئیس هیئت‌مدیرهٔ مؤسسهٔ سرطان نوادا بود. در سال ۲۰۱۲، او جایزهٔ «استیفن جِی. کلوبک» در دانشکدهٔ بازرگانی بین‌المللی دانشگاه برندایس اهدا کرد. کلوبک مؤسس بنیاد «برنت شپیرو» بود؛ بنیادی که به آگاهی‌سازی پیرامون مواد مخدر می‌پرداخت. همچنین کلوبک با چندین گروه آموزشی و خیریه دیگر همکاری می‌کرد.
در سال ۲۰۰۷، کلوبک به‌طور علنی آمادگی خود را برای تصدی مسئولیت فرمانداری ایالت نوادا اعلام کرد، البته به جای آن شرکت سونترا را خرید.
در ژوئن ۲۰۱۱، او صدهزار دلار به اکثریت کمیتهٔ اقدام سیاسی کمک مالی کرد؛ کمیته‌ای که هدفش افزایش تعداد نامزدهای دموکرات در مجلس سنای آمریکا است. کمک‌هزینهٔ اهدایی با یک چک از طرف شرکت با مسئولیت محدود JHJM نوادا ارسال شد تا منبع کمک مالی به راحتی مشخص نشود.
در ۳ ژوئن ۲۰۱۶، کلوبک مبلغ یک میلیون دلار به «اولویت‌های اقدام ایالات متحده آمریکا»، کمیتهٔ اقدام سیاسی طرفدار هیلاری کلینتون، اهدا کرد.
در ژانویه ۲۰۱۷، کلوبک برای نامزدی فرمانداری ایالت نوادا برنامه‌ریزی کرد و قصد داشت کارزار انتخاباتی خود را با پنج میلیون دلار از دارایی‌هایش راه بیندازد.
در ۲ اکتبر ۲۰۱۷، گزارش شد که کلوبک مبلغ چهارصد هزار دلار به پویش «به من پول بده» مربوط به حادثهٔ تیراندازی لاس وگاس استریپ اهدا کرده تا به نفع قربانیان آن هزینه شود.

## رسانه
کلوبک دوبار در نسخهٔ آمریکایی برنامهٔ «رئیس مخفی» حضور یافته‌است. اولین حضور او در قسمت یکم از فصل سوم (نخستین‌بار در ۱۵ ژانویه ۲۰۱۲ پخش شد) بود و دومین مرتبه مربوط به قسمت چهارم از فصل چهارم (نخستین‌بار در ۳۰ نوامبر ۲۰۱۲ پخش شد) می‌شود.
در ۷ نوامبر ۲۰۱۷، کلوبک در شبکهٔ MSNBC حضور یافت و خاطرنشان کرد، به رهبران دموکرات گفته‌است که اگر از ثروت‌مندان انتقاد کنند، کمک‌هزینهٔ مالی آن‌ها را قطع خواهد کرد. وی گفت: «من با سناتور چاک شومر، سناتور ران وایدن و نمایندهٔ نانسی پلوسی صحبت کرده‌ام و تأکید کرده‌ام اگر بازهم کلمهٔ «میلیاردر» به زبان بی‌آورند، دیگر کاری با آن‌ها ندارم».

## زندگی شخصی
در ژوئیه ۲۰۲۰، کلوبک با مدل کانادایی سایت «اونلی فنز»، استیفنی گورزانسکی وارد رابطهٔ عاشقانه شد. کلوبک از گذشتهٔ او که در صنعت فیلم‌های بزرگسالان فعالیت کرده و برای کسب درآمد، عکس‌های برهنه می‌گرفت، بی‌خبر بود. آن‌ها پنج ماه با یکدیگر رابطهٔ عاشقانه داشتند، ولی پس از آن‌که کلوبک متوجه شد، که او مخفیانه در خانه‌اش از خود عکس‌های برهنه گرفته و در اونلی فنز می‌فروشد، این رابطه با پایان رسید. در هفتم ژانویه، کلوبک در دادگاه ایالتی لس‌آنجلس به اتهام جرایم مختلفی ازجمله کلاهبرداری و تجاوز علیه استیفنی طرح دعوی کرد. در دوازدهم ژانویه، گورزانسکی درخواست منع موقت دادرسی شکایت کلوبک را تقدیم داداگاه ایالتی کالیفرنیا کرد. او در شهادت‌نامه‌ای که ارائه کرد، اظهار داشت: «کلوبک به من گفت دیگر حق انتشار عکس‌هایم را در سایت اونلی فنز ندارم و من گفتم به کارم ادامه می‌دهم، زیرا این منبع درآمدم است». در هشتم مارس، کلوبک شکایت اصلاح‌شده‌ای را علیه گورزانسکی به دادگاه ارائه کرد و مدعی شد گورزانسکی با ادعای این‌که «مدل لباس قانونی» است، او را فریب داده و نیز گورزانسکی مخفیانه از جت‌ها و عمارت‌های شخصی او به‌عنوان پس‌زمینهٔ عکس‌برداری‌های برهنه مربوط به اونلی فنز، حتی وقتی دختر نوجوان کلوبک در خانه حضور داشته، استفاده کرده‌است. وی بیان کرد: «خبر نداشتم که وقتی در عمارت‌های مختلف مشغول به کار بودم و فرزندان و کارکنانم در آنجا حضور داشتند، گورزانسکی در حمام‌ها مشغول ضبط فیلم و عکس‌های بزرگسال برای اونلی فنز بوده‌است».
کلوبک ادعا می‌کند او تنها مالک انحصاری عکس‌هایی است که گورزانسکی را با بیکینی کوتاه و لباس صورتی بدن‌نما نشان می‌دهد و می‌گوید بدون اجازه‌اش این عکس‌ها را منتشر کرده‌است. کلوبک همچنین با طرح دعوی به‌دنبال بازپس‌گیری بیش از ۱٫۳ میلیون دلار از هدایایی مانند صدها بیکینی و لباس زیر زنانه که گورزانسکی در عکس‌های خود برای سایت اونلی فنز پوشیده و نیز ولخرجی‌های پیشکش‌شده به معشوقهٔ سابق خود است.
کلوبک می‌گوید به گورزانسکی پیشنهاد مصالحه به شرط بازگرداندن هدایای خریداری‌شده را داده تا بتواند درآمد حاصل از آن را به خیریه اهدا کند. همچنین وی باید عکس‌هایی که خانه‌های کوربک را نشان می‌دهد، حذف کند و علناً عذرخواهی و اذعان کند که کلوبک را در مورد سابقهٔ پورنوگرافی خود فریب داده‌است. گورزانسکی ادعا می‌کند خودش قبلاً پیشنهاد داده بود تمام هدایایی را که کلوبک برایش خریده یا خودش با کارت اعتباری وی تهیه کرده‌است، بازگرداند، اما سخنگوی کلوبک اذعان داشت کلوبک شخصاً پیشنهاد مصالحه را مطرح کرده‌است.
در اول آوریل، آرتور بارنز، وکیل گورزانسکی، درخواستی به دادگاه ارائه داد و خواستار مجازات بیش از صدهزار دلار کلوبک به‌دلیل نقض دستور منع موقت دادرسی شد. وکیل کلوبک، رابرت آلن، اذعان داشت که کلوبک فقط برای حل‌وفصل این موضوع با گورزانسکی مکاتبه کرده و شکایتی برای دادگاه تنظیم نکرده‌است. گروه حقوقی کلوبک برای لغو حکم منع دادرسی اقدام کرده و مدعی شده که دادگاه در آن زمان صلاحیت رسیدگی به پروندهٔ کلوبک را نداشته، زیرا او در مکزیک بوده‌است.